# Dræb ikke en sangfugl (film)
Dræb ikke en sangfugl (originaltitel: To Kill a Mockingbird) er en amerikansk dramafilm fra filmåret 1962 regisseret af Robert Mulligan. Handlingen udspiller sig i en lille amerikansk sydstatsby i 1930'erne. En oprivende retssag hvor en farvet mand er uretmæssig anklaget for voldtægt på en hvid kvinde står centralt i handlingen. Handlingen ses ud i fra forsvarerens to børn. Hovedrollerne spilles af Gregory Peck, Mary Badham og Phillip Alford. Filmen er baseret på Harper Lees roman med med samme titel.
Filmen blev nomineret til otte Oscar-priser, blandt andet i kategorien for bedste film. Den vandt tre priser, blandt andet prisen for den bedste mandlige hovedrolle.

## Handling
Jean Louise «Scout» Finch (Mary Badham) og hendes bror Jeremy Atticus «Jem» Finch (Phillip Alford) bor i den fiktive sydstatsby Maycomb i Alabama i begyndelsen af 1930'erne. Filmen udspiller sig i en periode på tre år, og handlingen bliver fortalt af en ældre Scout i voice-over. Scout og Jem er to uskyldige hvide børn som bruger deres sommerferie på at lege i haven og spionere deres mystiske nabo Ar fur «Boo» Radley (Robert Duvall), som har holdt sig indendørs i mange år. Deres far Atticus Finch (Gregory Peck) er en dygtig advokat som har en stor tro på retssystemet og at alle skal behandles lige. I løbet af opvæksten lærer Scout og Jem om racisme af deres far, og familiens farvede hushjælp Calpurnia (Estelle Evans) er en vigtig del af deres liv.
Maycombs dommer (Paul Fix) tilbyder Atticus en ny sag. Han må forsvare Tom Robinson (Brock Peters), en mørkhudet mand som er blevet beskyldt for at have voldtaget en hvid kvinde, Mayella Ewell (Collin Wilcox). Sagen vækker opsigt i Maycomb, og eleverne på skolen driller Scout og Jem for arbejdet Atticus har påtaget sig. Da Atticus senere drager til fængslet for at beskytte Tom fra en Lynchning, dukker Scout, Jem og deres ven Dill (John Megna).
Under retssagen bliver det tydeligt, at det er to modstridende sider af sagen. Alle er enige om, at Tom hjalp Mayella i at bryde et skab op, og at Mayella var blevet slået, men Atticus antyder, at det kan have været Mayellas far Bob Ewell (James Anderson) – og ikke Tom – som udførte angrebet. Tom har skadet sin venstre arm i en bomuldsmaskine, og der er dermed en lille sandsynlighed for, at han stod bag volden. Bob er derimod venstrehåndet, og det er mere sandsynligt, at han står bag. Atticus mener også, at Mayella burde have besøgt en læge for at være sikker på, at hun blev voldtaget. Tom benægter at have voldtaget Mayella, men fortæller i stedet, at hun har kysset ham. Tom virker ikke overbevist. Da han kommer hjem, fortæller sherif Heck Tate (Frank Overton) Atticus, at Tom blev skudt og dræbt i et flugtforsøg. Atticus og Jem besøger Toms familie for at meddele den triste nyhed. Der møder de Bob Ewell, som viser sin foragt for Atticus ved at spytte ham i ansigtet.
Scout og Jems skole arrangerer en halloweenkonkurrence om sommeren, og Scout udklæder sig som et skinkestykke. På vej hjem bliver han angrebet af en mystisk skikkelse, og Jem bliver slået bevidstløs. En anden skikkelse kommer til undsætning og bærer Jem hjem. Scout bærer Jem hjem til Atticus, og de får besøg af en læge som tager sig af Jem. Sheriffen Tate besøger Atticus for at høre om hvad der er hændt, men Scout bliver distraheret af en mystisk skikkelse bag døren. Atticus introducerer Scout til Arthur Radley, som havde hjulpet børnene da de blev angrebet. Atticus tror, at Jem dræbte Bob i selvforsvar, mens Tate tror, at Arthur stod bag mordet. Tate mener alligevel, at det bliver umoralsk at anklage Arthur for mord, når det var en heltemodig handling. Tate og Atticus beslutter til sidst, at Bob Ewell begik selvmord.
Fortælleren, Scout, kommenterer denne tilsløring ud fra rene hensigter ved at sige, at Boo, som en nattergal, ikke skal forstyrres. Denne sene henvisning til filmtitlen refererer også til Atticus' forbud mod sine børn at jage nattergalen, som kun synger smukt og ikke gør skade.

## Baggrund
Den sort-hvide film følger også romanen, idet den præsenterer begivenhederne helt fra børnenes perspektiv. Til rollerne som Jem og Scout blev Mary Badham og Phillip Alford, valgt.
Robert Duvall, fik sin film debut som boo. Ligesom Duvall optrådte William Windom og Alice Ghostley også i filmen for første gang som filmskuespillere
Filmens ydre optagelser blev optaget på en gadestrækning genskabt i Hollywood; Nutidige huse fra området, der var beregnet til nedrivning og blev ombygget, kunne bruges som kulisse. Byen "Maycomb" i Alabama var fiktiv.
Manuskriptet var af Horton Foote og blev rost af Harper Lee: "Jeg tror, det er en af de bedste oversættelser af en bog til en film, der nogensinde er blevet lavet."
Forfatterinden var især glad for Pecks portrættering af advokaten, hvis karakter er løst baseret på hendes egen far Amasa Coleman Lee. Amasa Lee døde i april 1962 i en alder af 82, kort efter at have mødt Gregory Peck. Skuespilleren modtog hendes fars guldur som et tegn på hendes påskønnelse. Peck siges at have beskrevet denne film som hans yndlingsværk i sin karriere.